# Elizabeth Bárbara Torres Yáñez
Elizabeth Bárbara Torres Yáñez es una neurocientífica innovadora estadounidense de origen cubano, investigadora y profesora universitaria en el área de psicología cognitiva. Sus especialidades son: ciencia de datos, modelado computacional, medicina de precisión, integración sensorio-motora, trastornos del espectro autista y trastornos neurológicos.

## Biografía
Nació y creció en La Habana, Cuba. Hija de Delia Margarita Yáñez Santos y  Héctor Antonio Torres Batista, ambos descendientes de españoles. Mientras estudiaba Matemática-Cibernética en la Universidad de La Habana se trasladó a México y poco después, bajo una visa de estudiante fue aceptada para continuar sus estudios de Matemáticas e Informática en la Universidad Estatal de San José, California, EE. UU.
Al obtener su residencia permanente en los EE. UU. recibió el premio Maximize Access to Research Careers (MARC Scholar) otorgado por el Instituto Nacional de Ciencias Médicas Generales (NIGMS) de los Institutos Nacionales de Salud (NIH). Se graduó de licenciatura en Matemáticas e Informática por la Universidad Estatal de San José en 1994 y se unió al Instituto Nacional sobre el Envejecimiento, NIA-NIH como becaria Pre-IRTA. Pasó un año capacitándose allí y en 1995 fue aceptada para asistir a la escuela de posgrado de la Universidad de California en San Diego (UCSD), financiada por la San Diego Fellowship, oportunidad que debió declinar al aceptar un premio predoctoral de cinco años NIH 5F31 para completar un doctorado en Ciencias Cognitivas.
Se unió al Ph.D. de UCSD. programa en Ciencias Cognitivas en 1995. Tras finalizar sus estudios en 2001, fue aceptada como becaria postdoctoral en el Instituto Tecnológico de California (CALTECH) en Pasadena, CA. Durante su trabajo postdoctoral se formó en los campos de la Electrofisiología y los Sistemas Neurales Computacionales. Culminó este ciclo en 2008.  Actualmente vive en New Jersey, es investigadora y profesora titular de Rutgers University. Está casada con el Dr. Peter Michael Rowe.

## Perfil profesional
La profesora Elizabeth B. Torres es una prestigiosa investigadoray autora publicada.Como neurocientífica computacional trabaja en aspectos teóricos y empíricos de la integración sensoriomotora y la cognición humana desde finales de los años 90, a través de aplicaciones relacionadas con el aprendizaje, coordinación y adaptación de los movimientos en trastornos clínicos, deportes y artes escénicas. 
Su trabajo es generosamente financiado por las agencias federales de EE. UU., el estado de New Jersey y varias fundaciones privadas.Desde 2009, ha recaudado más de $10 millones para avanzar en la investigación del autismo informada por la comunidad, bajo su nuevo modelo de Autismo de Precisión. Dirige el Laboratorio de Integración Sensorial Motora de Rutgers, la Universidad Estatal de New Jersey. De 2018 a 2023 fue directora ejecutiva y científica del New Jersey Autism Center of Excellence (NJACE) una iniciativa del estado de New Jersey y del Concejo del Gobernador para la Investigación y Tratamiento del Autismo (GCA).

## Investigaciones
Durante su doctorado, trabajó en modelos matemáticos de control neuromotor bajo la dirección del profesor David Zipser. Específicamente, dentro del ámbito de la Ciencia Cognitiva Corporizada, desarrolló un nuevo marco teórico para el estudio de la integración sensoriomotora. Su tesis de doctorado proporcionó una solución geométrica general al problema de los grados de libertad de Bernstein, implementable con una incrustación isométrica localmente lineal que despliega recursivamente el PDE de Torres a través de órbitas geodésicas que representan movimientos humanos mentales (intencionales) independientes de la dinámica física.A finales de la década de 1990, su trabajo involucraba redes neuronales artificiales en capas (LANN) con unidades ocultas que predecían la necesidad de diferentes clases neuronales para resolver movimientos del brazo dirigidos a objetivos con grados de libertad redundantes.Las predicciones de LANN la llevaron al descubrimiento de diferentes clases de neuronas en la corteza parietal posterior durante el aprendizaje sensoriomotor ingenuo activo.
Al unirse a Rutgers, su propuesta de programa de investigación para el autismo fue financiada por la NSF en 2009, en el marco de un premio Cyber Enabled Discovery Idea, por ideas teóricas arriesgadas: "Un marco cuantitativo novedoso para estudiar la falta de interacciones sociales en el autismo". Esto lanzó su carrera en el autismo y la impulsó a desarrollar nuevos modelos biométricos y estadísticos para avanzar en la neurociencia del movimiento y del comportamiento. Publicó tres libros sobre el tema y métodos innovadores avanzados para la investigación y tratamientos del autismo, apoyados por el Departamento de Salud de New Jersey, el Concejo del Gobernador del Estado, la Fundación de la Familia Nancy Lurie Marks y la Fundación Henry Wallace.

## Carrera
Al completar su doctorado, se unió al laboratorio del profesor Richard Andersen en CALTECH, capacitándose en electrofisiología y luego trabajó como investigadora asociada en problemas de sistemas neuronales computacionales.En 2008, se unió a Rutgers como docente en el Departamento de Psicología, el Centro de Modelado e Imágenes de Biomedicina Computacional (CBIM) del Departamento de Ciencias de la Computación y el Centro de Ciencias Cognitivas (RUCCS) con nombramientos de posgrado en el Departamento de Ingeniería Biomédica y en el Programa de Neurociencia y Biología Celular.  
La profesora Torres dirige el Laboratorio de Integración Sensorial Motora de Rutgers (SMIL) y actualmente dirige NeuroDiversa, un proyecto de Rutgers que educa a la población sobre los principales avances de STEM y ayuda a respaldar la investigación sobre el autismo informada por la comunidad. Es la CSO de NeuroInversa, una startup que desarrolla aplicaciones innovadoras y versátiles para una investigación altamente escalable.

## Libros publicados
Ha escrito cuatro libros sobre autismo, biometría y autismo de precisión:
- 2017: Autismo: la perspectiva de la detección del movimiento. ISBN-13: 9781482251630.[2]

- 2018: Métodos biométricos objetivos para el diagnóstico y tratamiento de trastornos del sistema nervioso. ISBN-13: 9780128040829.[4]
- 2022: Medicina de precisión en trastornos del neurodesarrollo: caracterización personalizada del autismo desde las moléculas hasta el comportamiento. ISBN- 978-3-0365-5127-2 / ISBN 978-3-0365-5128-9.[10]
- 2024: Autonomía del autismo, en busca de nuestra dignidad humana. ISBN 10: 012818809X / ISBN 13: 9780128188095.[11]

## Patentes
Gracias a sus conceptos innovadores, posee múltiples patentes estadounidenses e internacionales relacionadas con la biomedicina que se centran en el diagnóstico y tratamiento de trastornos del sistema nervioso y el seguimiento del neurodesarrollo.
- US20190333629A1 – Métodos para el diagnóstico y tratamiento de trastornos neurológicos.[13]
- US20190254533A1 – Sistemas y métodos para el seguimiento de los trastornos del neurodesarrollo.[14]
- US20190261909A1 – Sistema y método para determinar la cantidad de voluntad en un sujeto.[15]
- US20211098912 - Sistemas y método para medir el movimiento fisiológicamente relevante.[16]
- EP3229684B1 – Procedimiento de medida de un movimiento fisiológico pertinente.[17]

## Artículos
Ha contribuido con cientos de publicaciones en revistas y diversos medios especializados. Algunos ejemplos relevantes son:
- Autismo: la perspectiva del micromovimiento.[18]
- Dar una oportunidad a la espontaneidad y el autodescubrimiento en el TEA: la variabilidad espontánea de las extremidades periféricas como indicador para evocar actos intencionales impulsados centralmente.[19]
- Diagnóstico neonatal: hacia tablas de crecimiento dinámicas del control neuromotor.[20]
- Biomarcadores digitales dinámicos de la función motora y cognitiva en la enfermedad de Parkinson.[21]
- Un biomarcador que caracteriza el neurodesarrollo con aplicaciones al autismo.[22]
- Los aspectos ocultos de la investigación ADOS seguramente afectarán la ciencia del autismo.[23]
- Detección de ecos: desalineación temporal en las respuestas auditivas del tronco encefálico como el marcador más temprano de descarrilamiento del desarrollo neurológico.[24]

Medios audiovisuales para ayudar a difundir la ciencia:
- Una visión del autismo que no es necesariamente evidente para muchos.[25]
- Análisis del comportamiento inteligente.[26]
- Los avances científicos llevarán el diagnóstico del autismo a un nuevo nivel.[27]

## Recepción crítica
La Dra. Elizabeth B. Torres fue becaria Sloan-Swartz, becaria Della Martin y becaria de neurociencia en CALTECH durante su formación postdoctoral de 2001 a 2008. El Senado y la Asamblea General de New Jersey aprobaron una resolución legislativa conjunta para reconocerla y elogiarla por su destacada trayectoria de servicio.Fue premiada por el Patronato de Rudgers University con la Beca de Excelencia Académica otorgada por su presidente, el 5 de mayo de 2015, en reconocimiento a sus contribuciones a la investigación en el control neuronal del movimiento y de las interrelaciones entre fenómenos motores y cognitivos.

## Premios y reconocimientos[7]
| Año  | |
| ---- | --- |
| 2023 | Premio Nancy Lurie Marks a la continuación del desarrollo profesional (2023-2026).                                                                   |
| 2021 | Resolución legislativa conjunta del Senado y la Asamblea General de New Jersey.                                                                      |
| 2019 | Premio a la Excelencia en Investigación / Patronato Rudgers University.                                                                              |
| 2015 | Beca de Investigación por su excelencia académica. Reconocida por el presidente de Rutgers University entre los profesores jóvenes más distinguidos. |
| 2014 | Premio al desarrollo profesional temprano / Fundación de la Familia Nancy Lurie Marks.                                                               |
| 2009 | Premio Fondo de Excelencia Académica (2009-2011) / Rudgers University - VPR Offi.                                                                    |
| 2009 | Premio a la innovación y el descubrimiento cibernético / NSF.                                                                                        |
| 2005 | Beca académica de neurociencia (2005-2007) / Sociedad de Neurociencia.                                                                               |